# Православна църква в Америка
Православната църква в Америка (на английски: Orthodox Church in America (OCA) е автокефална православна църква със седалище в Сайосет, окръг Насау, щата Ню Йорк, САЩ.

## Статут
Бивша автономна църква към Руската православна църква, тя получава статут на автокефална църква през 1970 година. Този статут не е признат от част от каноничните църкви, сред тях и Цариградската патриаршия. Българската православна църква признава Американската православна църква като автокефална.

## Име
Според томоса от април 1970 година, с който Руската православна църква дава автокефалията, официалното име на църквата е Автокефална православна църква в Америка (на английски: The Autocephalous Orthodox Church in America). Според по-подробното Споразумение за автокефалия от март 1970 година обаче се предвижда в член VIII, че юридическото наименование на църквата е Православна църква в Америка (без определителния член The, на английски: Orthodox Church in America)
През 2005 епископът на Сан Франциско, Лос Анджелис и на целия Запад Тихон коментира, че официалното име на църковната организация е Православна църква в Америка (на английски: The Orthodox Church in America, TOCA с определителния член The). Според него определителният член в английския текст е изпаднал поради печатна грешка. Бившите употреби, които все още се доста срещани, се смятат за неточни от юридическа гледна точка.
В български и руски текстове Православната църква в Америка може да се срещне неофициално и като Американска православна църква по подобие на останалите автокефални църкви в Източна Европа.
Църквата има отделна Българска Толидска епархия.

## Вижте още
- Православна духовна семинария „Свети Владимир“